# 马丁施泰因
马丁施泰因是德国莱茵兰-普法尔茨州的一个市镇。总面积0.39平方公里，总人口311人，其中男性164人，女性147人（2011年12月31日），人口密度797人/平方公里。